# Horní Radslavice
Horní Radslavice település Csehországban, a Žďár nad Sázavou-i járásban. Horní Radslavice Uhřínov, Otín, Svatoslav, Pavlínov, Bochovice és Horní Heřmanice településekkel határos. Lakosainak száma 100 fő (2024. január 1.).

## Népesség
A település lakosságának változását az alábbi diagram mutatja:
| Lakosok száma | 249  | 254  | 251  | 199  | 121  | 91   | 87   | 87   | 83   | 100  |
|               | 1869 | 1900 | 1921 | 1961 | 1980 | 2011 | 2016 | 2019 | 2021 | 2024 |